# Ali Nullmeyer
Alison „Ali“ Nullmeyer (* 21. August 1998 in Toronto, Ontario) ist eine kanadische Skirennläuferin. Sie ist auf die Disziplinen Slalom und Riesenslalom spezialisiert.

## Biografie
Als 16-Jährige nahm Nullmeyer ab November 2014 an Rennen des Nor-Am Cups teil und klassierte sich sogleich in den Punkterängen. Bei ihrem ersten FIS-Rennen im selben Monat feierte sie bereits ihren ersten Sieg. Zwei Monate später wurde sie kanadische Slalom-Juniorenmeisterin. Die erste Podestplatzierung in einem Nor-Am-Rennen folgte im Dezember 2015. Bei den Olympischen Jugend-Winterspielen 2016 in Lillehammer gewann sie die Silbermedaille im Riesenslalom.
In der Saison 2016/17 des Nor-Am Cups gewann Nullmeyer sechs Rennen, hinzu kamen sieben weitere Podestplätze. Damit entschied sie vorzeitig die Gesamtwertung für sich. In der Slalom-Disziplinenwertung war sie derart überlegen, dass sie mehr als zweieinhalbmal so viele Punkte hatte wie die Zweitplatzierte. Sie nahm darüber hinaus an den Weltmeisterschaften 2017 in St. Moritz teil (Platz 27 im Slalom), während sie bei den Juniorenweltmeisterschaften 2017 in Åre die Goldmedaille im Mannschaftswettbewerb und die Silbermedaille im Slalom gewann. Ende Oktober 2017 zog sich Nullmeyer beim Training in Österreich an beiden Knien einen Kreuzbandriss zu. Dadurch verpasst sie die gesamte Saison 2017/18.
Nach einer herausfordernden Rehabilitationsprozess konnte Nullmeyer 2019 ihr Comeback im Slalom und Riesenslalom in Italien geben. Der Durchbruch gelang ihr in der Saison 2021/22 mit dem 11. Platz im Weltcup. Das olympische Debüt folgte 2022 in an den Winterspielen in Peking mit dem 21. Platz im Slalom. Nullmeyer etablierte sich anschließend in den Top 30 der Slalomfahrerinnen und konnte 2024 noch einmal den 11. Platz im Weltcup feiern.

## Erfolge

### Olympische Spiele
- Peking 2022: 21. Slalom

### Weltmeisterschaften
- St. Moritz 2017: 5. Mannschaftswettbewerb, 27. Slalom
- Cortina d’Ampezzo 2021: 24. Slalom
- Méribel 2023: 12. Slalom

### Weltcup
- 7 Platzierungen unter den besten zehn

### Weltcupwertungen
| Saison  | Gesamt | Gesamt | Slalom | Slalom |
| Saison  | Platz  | Punkte | Platz  | Punkte |
| ------- | ------ | ------ | ------ | ------ |
| 2019/20 | 96.    | 27     | 33.    | 27     |
| 2020/21 | 73.    | 49     | 29.    | 49     |
| 2021/22 | 45.    | 175    | 11.    | 175    |
| 2022/23 | 51.    | 156    | 17.    | 156    |
| 2023/24 | 35.    | 246    | 11.    | 246    |
| 2024/25 | 62.    | 86     | 22.    | 86     |

### Nor-Am Cup
- Saison 2014/15: 5. Kombinationswertung
- Saison 2015/16: 9. Kombinationswertung
- Saison 2016/17: 1. Gesamtwertung, 1. Slalomwertung, 2. Riesenslalomwertung, 4. Kombinationswertung
- 17 Podestplätze, davon 8 Siege:

| Datum            | Ort             | Land   | Disziplin    |
| ---------------- | --------------- | ------ | ------------ |
| 2. Januar 2017   | Burke Mountain  | USA    | Riesenslalom |
| 5. Januar 2017   | Burke Mountain  | USA    | Slalom       |
| 1. Februar 2017  | Vail            | USA    | Slalom       |
| 2. Februar 2017  | Vail            | USA    | Slalom       |
| 4. Februar 2017  | Copper Mountain | USA    | Riesenslalom |
| 18. Februar 2017 | Val-Saint-Côme  | Kanada | Slalom       |
| 6. Februar 2020  | Osler Bluff     | Kanada | Slalom       |
| 1. März 2023     | Osler Bluff     | Kanada | Slalom       |

### Juniorenweltmeisterschaften
- Sotschi 2016: 10. Slalom
- Åre 2017: 1. Mannschaftswettbewerb, 2. Slalom, 20. Riesenslalom
- Fassatal 2019: 9. Riesenslalom

### Olympische Jugend-Winterspiele
- Lillehammer 2016: 2. Slalom, 5. Riesenslalom, 7. Super-G

### Weitere Erfolge
- 10 Siege in FIS-Rennen
- 1 kanadischer Junioren-Meistertitel (Slalom 2015)